# Tumba de Juan Estein
La tumba de Juan Estein es un sepulcro ubicado en el cementerio de As Caldas, en Orense (Galicia, España).

## Historia
Juan Estein, nacido en Suiza alrededor de 1891, se trasladó hacia 1915 a Galicia con un grupo ambulante de titiriteros huyendo probablemente de la Primera Guerra Mundial. Instalado en la ciudad de Orense el verano de aquel año, la noche del 29 de junio el grupo tenía previsto actuar en el barrio de As Caldas. Aquel día Juan decidió ir a pescar al río Miño aprovechando que tenía la tarde libre; en un descuido la caña cayó al agua y Estein trató de recuperarla metiéndose en el río, pero por razones desconocidas no logró salir y murió ahogado. Sus compañeros quisieron sepultar sus restos cerca del Miño, erigiéndose un pequeño sepulcro en el cementerio municipal de As Caldas.: pp. 346-347 

## Descripción

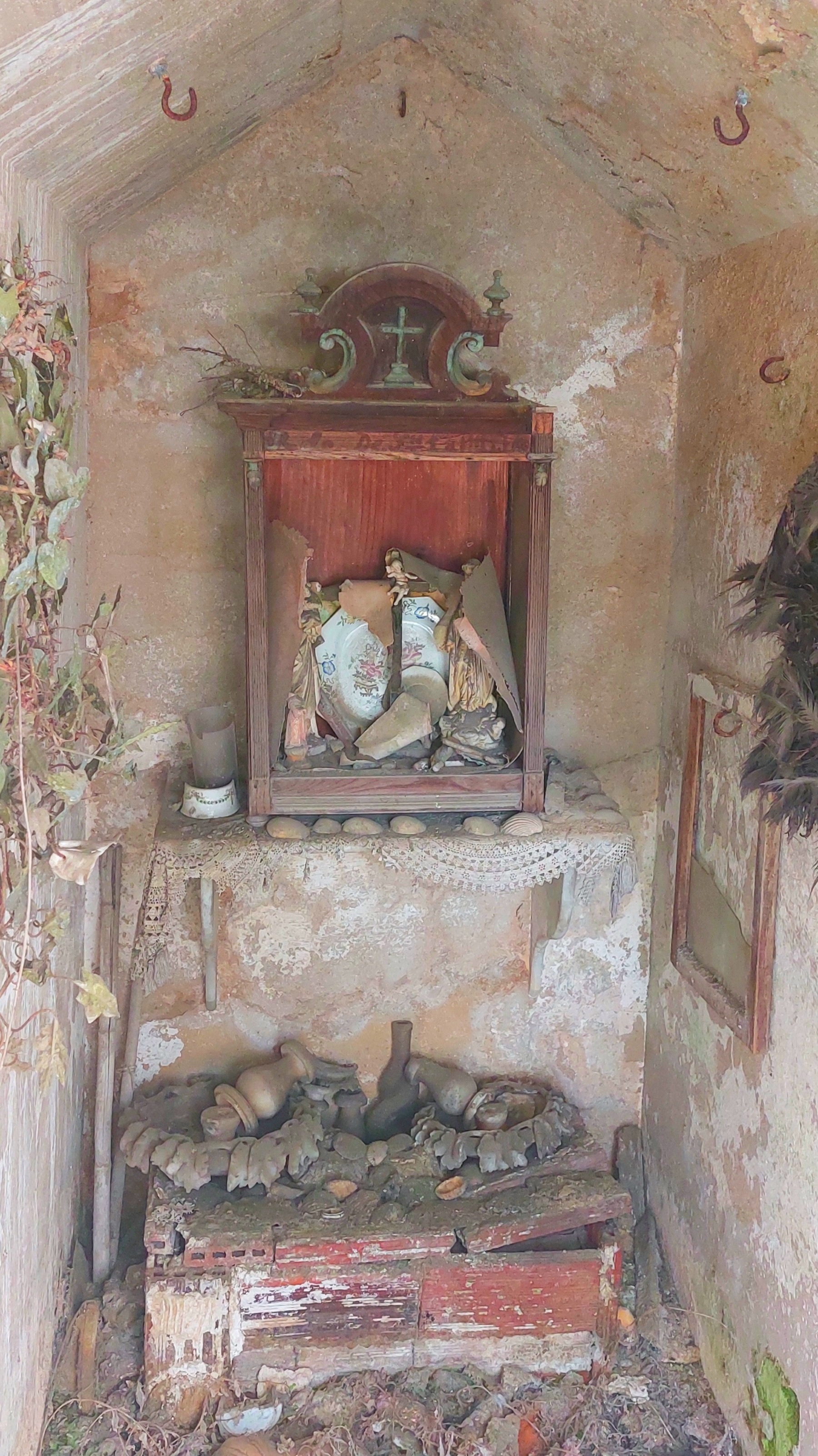
Interior.

La tumba consiste en un pequeño mausoleo de 155 cm de alto, 130 cm de ancho y 260 cm de longitud. Situado junto al muro oeste del camposanto y realizado a base de ladrillo cubierto de cemento, el elemento más destacado es una portada coronada por un frontón clásico con un conglomerado que imita el mármol (es posible que estuviese rematado por una cruz) y apoyado en dos pilares de base rectangular coronados por capiteles decorados con sencillas molduras horizontales de disposición semiesférica. El frontón posee 50 cm de alto y 135 cm de ancho, mientras que los pilares miden 135 cm de alto por 20 cm de ancho y las bases de los capiteles 25 cm de ancho. El conjunto, de muros y cabecera planos, se remata con una artística reja con florituras de 125 cm de alto y 40 cm de ancho.: pp. 345-346  En el frontón destaca la siguiente inscripción:

AQUI
REPOSAN
LOS RESTOS
DEL MALOGRADO ARTISTA
JUAN ESTEIN
DE NACIONALIDAD SUIZA AHOGADO EN EL
RIO MIÑO EL 29 DE JUNIO DE 1915 A LOS 24 AÑOS
R.I.P.

Con cubierta de bóveda de cañón incompleta y techo a dos aguas, el interior, en estado ruinoso, muestra como único motivo ornamental una repisa muy deteriorada y, sobre esta, un retablo de madera consistente en una hornacina rectangular coronada por un frontón curvo sobre volutas presidido por una cruz y rematado en los extremos por diminutos pináculos. En el interior del retablo se conservan en mal estado dos platos, un crucifijo y un par de tallas de bulto redondo a ambos lados, todo ello parcialmente oculto por un papel que antaño debió cubrir el fondo de la hornacina y que actualmente se halla desprendido. En el suelo del mausoleo destacan ladrillos, restos de candelabros y pedazos de vajilla, así como el marco de madera de un cuadro ya desaparecido en la pared de la derecha y un rosario con cuentas de madera en la pared opuesta, sujetos ambos por alcayatas (destacan varias escarpias en las paredes y el techo del sepulcro).: p. 346  Por último, en los muros laterales se conservan dos coronas de flores en avanzado estado de deterioro y a las puertas, fuera del mausoleo, una pequeña imagen de la Virgen con el Niño de factura moderna.